# Maarten Tip
Maarten Tip (Enschede, 21 augustus 1971) is een Nederlandse sportverslaggever, commentator en redacteur.
Tip begon zijn carrière bij RTV Oost. Na een periode bij het VARA-programma Jules Unlimited stapte hij in 2001 over naar de NOS. Bij NOS Studio Sport heeft Tip de rol van commentator/verslaggever. Hij is de vaste verslaggever voor volleybalwedstrijden, maar verslaat ook wintersporten zoals snowboarden en freestyleskiën. Tevens is hij redacteur van het Sportjournaal.